# Soulvache
Soulvache est une commune de l'Ouest de la France, située dans le département de la Loire-Atlantique en région Pays de la Loire.

## Géographie

### Localisation

Situation de la commune de Soulvache dans le département de la Loire-Atlantique.

Soulvache est située à l'extrême nord du département de la Loire-Atlantique, à la limite de l'Ille-et-Vilaine, à 14 km au nord de Châteaubriant, à 35 km au sud de Rennes et à 68 km au nord de Nantes.
Les communes limitrophes sont  Fercé, Rougé, Teillay et Thourie.

### Géologie
Soulvache est caractérisée par la présence importante de grès, au dessus d'une couche de minerai de fer (une mine de fer a existé sur la commune de 1912 aux années 1950).

### Hydrographie
La limite nord de la commune de Soulvache est formée par le Semnon, un affluent de la Vilaine, dans lequel se jette la rivière Brutz, qui délimite la commune à l'ouest.

### Climat
Soulvache est sous un climat océanique relativement doux. Les hauteurs annuelles de précipitations sont inférieures à 700 mm. Les hivers sont humides et en moyenne doux. Les étés sont relativement secs, modérément chauds et ensoleillés.
Le tableau ci-dessous indique les températures et les précipitations pour l'année 2007  selon les données de la ville de Rennes, distante de 32 kilomètres à vol d'oiseau :
| Mois                                   | J    | F    | M    | A    | M    | J    | J    | A    | S    | O    | N    | D    |
| -------------------------------------- | ---- | ---- | ---- | ---- | ---- | ---- | ---- | ---- | ---- | ---- | ---- | ---- |
| Températures maximales (°C)            | 8,1  | 9,4  | 12,3 | 14,7 | 18,4 | 21,5 | 23,8 | 23,6 | 21,1 | 16,7 | 11,7 | 9    |
| Températures minimales (°C)            | 2,2  | 2,5  | 4    | 5,4  | 8,5  | 11,2 | 13,1 | 13,1 | 11,2 | 8,3  | 4,9  | 3,2  |
| Températures moyennes (°C)             | 5,2  | 5,9  | 8,2  | 10,1 | 13,4 | 16,4 | 18,5 | 18,3 | 16,2 | 12,5 | 8,3  | 6,1  |
| Précipitations (hauteur moyenne en mm) | 61,3 | 52,3 | 49,3 | 45,1 | 58,1 | 46,4 | 42,6 | 47,3 | 56,6 | 63,8 | 68,4 | 69,1 |
| Source: Météo France et Lameteo.org    |      |      |      |      |      |      |      |      |      |      |      |      |

Le tableau ci-dessous indique les records de températures minimales et maximales :
| Mois                                | J     | F     | M    | A    | M    | J    | J    | A    | S    | O    | N    | D     |
| ----------------------------------- | ----- | ----- | ---- | ---- | ---- | ---- | ---- | ---- | ---- | ---- | ---- | ----- |
| Températures maximales records (°C) | 16,8  | 19,8  | 23,1 | 28,7 | 30,8 | 36,3 | 38,4 | 39,5 | 34,8 | 27,8 | 20,2 | 17,6  |
| Années des températures maximales   | 2003  | 1990  | 1965 | 1945 | 1953 | 1976 | 1949 | 2003 | 1961 | 1945 | 1993 | 1953  |
| Températures minimales records (°C) | -14,7 | -11,2 | -7,3 | -3,2 | -1,2 | 2,2  | 5,5  | 4    | 1,9  | -4,6 | -7,5 | -12,6 |
| Années des températures minimales   | 1985  | 1948  | 2005 | 1984 | 1945 | 1962 | 1972 | 1956 | 1972 | 1947 | 1955 | 1964  |
| Source: Insee et Lameteo.org        |       |       |      |      |      |      |      |      |      |      |      |       |

### Voies de communication et transports

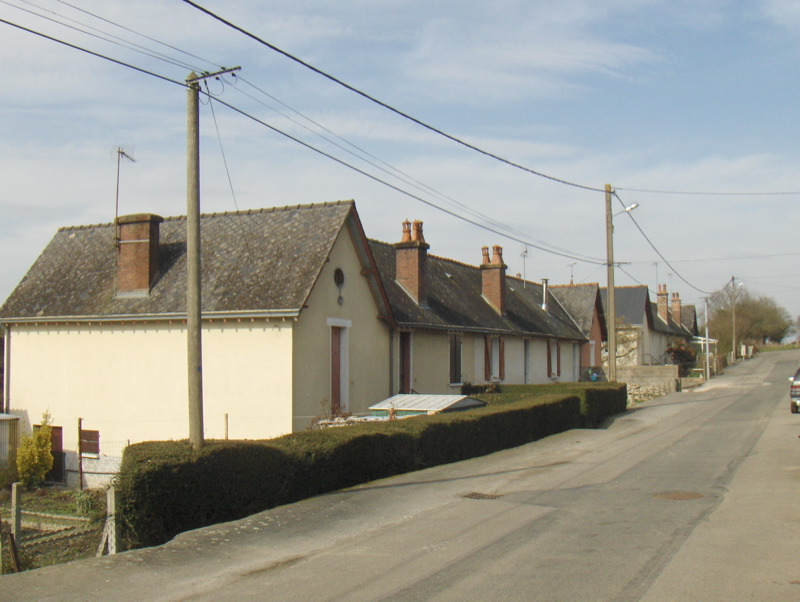
Les maisons de la cité minière de la Brutz (2008).

La commune est traversée par la route départementale 163 du Nord au Sud, le long de la limite ouest du territoire entre Rougé et Thourie. On peut aussi noter la route départementale 110 traversant la commune d'Ouest en Est.

## Urbanisme

### Typologie
Au 1er janvier 2024, Soulvache est catégorisée commune rurale à habitat dispersé, selon la nouvelle grille communale de densité à sept niveaux définie par l'Insee en 2022.
Elle est située hors unité urbaine. Par ailleurs la commune fait partie de l'aire d'attraction de Châteaubriant, dont elle est une commune de la couronne,. Cette aire, qui regroupe 20 communes, est catégorisée dans les aires de moins de 50 000 habitants,.

### Occupation des sols
L'occupation des sols de la commune, telle qu'elle ressort de la base de données européenne d’occupation biophysique des sols Corine Land Cover (CLC), est marquée par l'importance des territoires agricoles (95,8 % en 2018), une proportion identique à celle de 1990 (95,8 %). La répartition détaillée en 2018 est la suivante : 
zones agricoles hétérogènes (42,9 %), prairies (31,7 %), terres arables (21,2 %), forêts (4,2 %). L'évolution de l’occupation des sols de la commune et de ses infrastructures peut être observée sur les différentes représentations cartographiques du territoire : la carte de Cassini (XVIIIe siècle), la carte d'état-major (1820-1866) et les cartes ou photos aériennes de l'IGN pour la période actuelle (1950 à aujourd'hui).

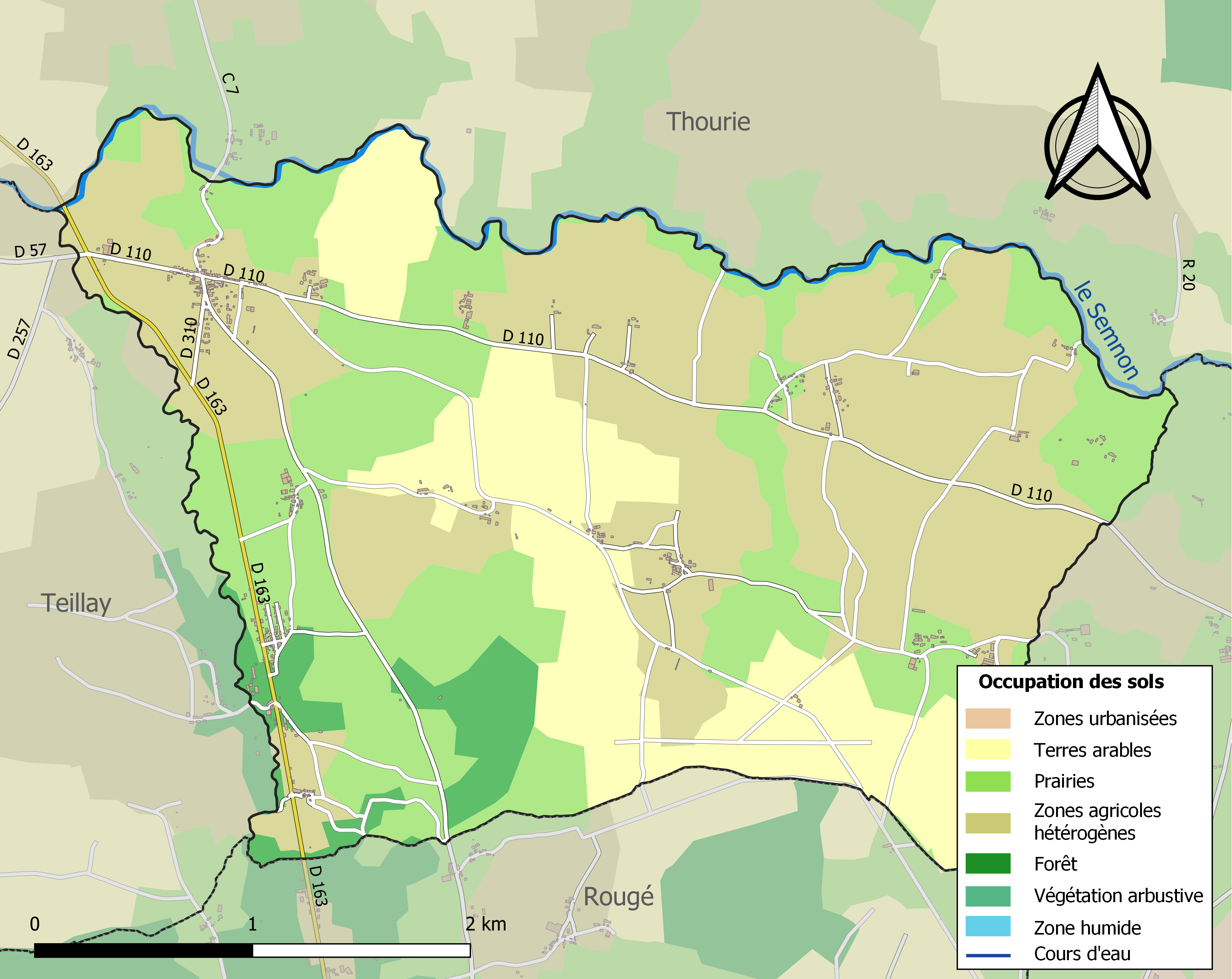
Carte des infrastructures et de l'occupation des sols de la commune en 2018 (CLC).

## Toponymie
La commune est dénommée Sous-le-Val jusqu'au XVIIe siècle.
Le nom de la localité est attesté sous la forme Soulevache au XVIIIe siècle.
Le nom gallo de la commune est également Soulvache.

## Histoire
On trouve la trace de cette paroisse dès le IXe siècle selon le cartulaire de Redon[réf. nécessaire]. Une légende raconte aussi qu'un ermite alréen aurait fondé une chapelle dédiée à saint Fiacre sur la demande d'un seigneur local[réf. nécessaire]. La paroisse se développe de part et d'autre de la rivière le Semnon. Il subsiste encore des vestiges de cette période moyenâgeuse, avec la motte féodale et sa tour ainsi que l'ancienne église de la paroisse. La « motte des Ponts », dénommée ainsi car située à 150 m du Semnon, est surmontée d'une tour de 12 mètres de haut qui daterait du début du XIIIe siècle, d'après Michel Brand’honneur. Elle appartenait aux seigneurs de Rougé (en 1245, Bonabes III la possède). Au XVe siècle, deux domaines seigneuriaux sont présents sur la commune : le domaine de la Mabonnière, et le domaine de la Grée.
Soulvache se trouve alors sur la route qui mène de Châteaubriant à Rennes. La « Voie royale », comme elle était appelée, enjambait le Semnon au niveau d'un pont dont les ruines sont encore présentes dans la rivière. Jusqu'au XVIIIe siècle, Soulvache est une chapelle (trève) dépendante de Rougé.
C'est au XVIIe siècle que le bourg actuelle se forme, plus en hauteur et plus loin de la rivière[réf. nécessaire]. 

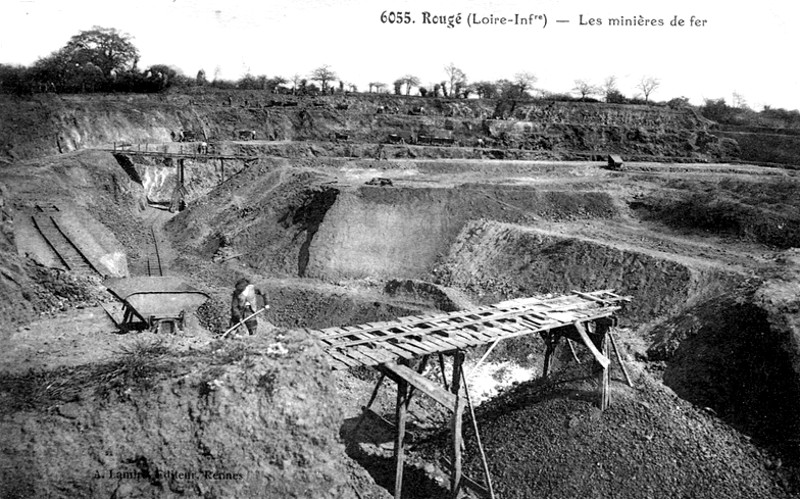
La mine à ciel ouvert de la Minière, à Rougé, vers 1923.

Dans les années 1920, la commune connait un renouveau et multiplie sa population par deux. Cela s'explique par l'exploitation de la mine de fer de la Brutz à Teillay, à la limite ouest de la commune et de la Minière à Rougé, à la limite sud de la commune. Commencée en 1912 par la compagnie générale des mines de fer de Bretagne, l'exploitation de la concession évolue en 1920 avec son rachat par JJ Carnaud et Forges de Basse-Indre. Des étrangers, dont beaucoup d'origine polonaise, y travaillent. La commune ouvre alors une cité ouvrière. Une ligne de chemin de fer relie la mine de la Brutz à la ligne de Châteaubriant à Ploërmel, son terminus se trouvait à la limite de la commune. Dans les années 1950, la mine est abandonnée.

## Politique et administration
Soulvache est située dans le canton de Châteaubriant, et appartient à l'arrondissement de Châteaubriant-Ancenis, dans le département de la Loire-Atlantique en région Pays de la Loire. Comme pour toutes les communes françaises comptant entre 500 et 1 500 habitants, le Conseil municipal est constitué de quinze membres en 2011.

### Liste des maires
| Période                                  | Période                       | Identité          | Étiquette | Qualité                                                                  |
| ---------------------------------------- | ----------------------------- | ----------------- | --------- | ------------------------------------------------------------------------ |
| Les données manquantes sont à compléter. |                               |                   |           |                                                                          |
| ca. 1925                                 |                               | Julien Gautier    |           | Cultivateur                                                              |
| 1945                                     | mars 1977                     | Joseph Cailleux   |           | Menuisier                                                                |
| mars 1977                                | juin 1995                     | Bernard Gaigeard  | DVD       |                                                                          |
| juin 1995                                | mars 2001 (décès)             | Daniel Cury       |           | Monteur EDF                                                              |
| avril 2001                               | mars 2014                     | Michel Neveu      | DVG       | Technicien à la DDAF de Rennes Conseiller général de Rougé (2004 → 2015) |
| mars 2014                                | septembre 2018 (démission)    | Jean-Paul Filâtre | SE        | Retraité de l'armée                                                      |
| décembre 2018                            | mai 2021 (démission)          | Fabienne Jouan    | SE        | Hôtesse de caisse                                                        |
| juin 2021                                | octobre 2024 (démission)      | Didier Paitier,   |           | Chargé de clientèle, ancien adjoint au maire                             |
| janvier 2025                             | En cours (au 27 janvier 2025) | Sandra Hersant    |           | Adjointe administrative                                                  |

### Intercommunalité
Soulvache est membre de la communauté de communes Châteaubriant-Derval, qui est constituée de vingt-six communes regroupées autour de Châteaubriant.

## Population et société

### Démographie
Selon le classement établi par l'Insee en 1999, Soulvache est une commune rurale multipolarisée, notamment par l'aire urbaine de Châteaubriant, et qui fait partie de l’espace urbain de Rennes.

#### Évolution démographique
L'évolution du nombre d'habitants est connue à travers les recensements de la population effectués dans la commune depuis 1793. Pour les communes de moins de 10 000 habitants, une enquête de recensement portant sur toute la population est réalisée tous les cinq ans, les populations de référence des années intermédiaires étant quant à elles estimées par interpolation ou extrapolation. Pour la commune, le premier recensement exhaustif entrant dans le cadre du nouveau dispositif a été réalisé en 2005.

En 2022, la commune comptait 339 habitants, en évolution de −3,42 % par rapport à 2016 (Loire-Atlantique : +6,68 %, France hors Mayotte : +2,11 %).
| 1793 | 1800 | 1806 | 1821 | 1831 | 1836 | 1841 | 1846 | 1851 |
| ---- | ---- | ---- | ---- | ---- | ---- | ---- | ---- | ---- |
| 507  | 442  | 372  | 432  | 457  | 463  | 422  | 453  | 464  |

| 1856 | 1861 | 1866 | 1872 | 1876 | 1881 | 1886 | 1891 | 1896 |
| ---- | ---- | ---- | ---- | ---- | ---- | ---- | ---- | ---- |
| 506  | 516  | 544  | 520  | 545  | 560  | 603  | 628  | 645  |

| 1901 | 1906 | 1911 | 1921 | 1926 | 1931 | 1936 | 1946 | 1954 |
| ---- | ---- | ---- | ---- | ---- | ---- | ---- | ---- | ---- |
| 604  | 580  | 523  | 481  | 781  | 838  | 823  | 760  | 618  |

| 1962 | 1968 | 1975 | 1982 | 1990 | 1999 | 2005 | 2006 | 2010 |
| ---- | ---- | ---- | ---- | ---- | ---- | ---- | ---- | ---- |
| 634  | 582  | 502  | 430  | 402  | 402  | 391  | 393  | 397  |

| 2015 | 2020 | 2022 | - | - | - | - | - | - |
| ---- | ---- | ---- | - | - | - | - | - | - |
| 356  | 339  | 339  | - | - | - | - | - | - |

#### Pyramide des âges
La population de la commune est relativement jeune.
En 2018, le taux de personnes d'un âge inférieur à 30 ans s'élève à 36,0 %, soit en dessous de la moyenne départementale (37,3 %). À l'inverse, le taux de personnes d'âge supérieur à 60 ans est de 22,7 % la même année, alors qu'il est de 23,8 % au niveau départemental.
En 2018, la commune comptait 184 hommes pour 162 femmes, soit un taux de 53,18 % d'hommes, largement supérieur au taux départemental (48,58 %).
Les pyramides des âges de la commune et du département s'établissent comme suit.
| Hommes | Classe d’âge | Femmes |
| ------ | ------------ | ------ |
| 0,6    | 90 ou +      | 1,3    |
| 5,0    | 75-89 ans    | 9,4    |
| 15,6   | 60-74 ans    | 13,8   |
| 23,9   | 45-59 ans    | 23,9   |
| 16,7   | 30-44 ans    | 18,2   |
| 17,2   | 15-29 ans    | 14,5   |
| 21,1   | 0-14 ans     | 18,9   |

| Hommes | Classe d’âge | Femmes |
| ------ | ------------ | ------ |
| 0,6    | 90 ou +      | 1,8    |
| 6      | 75-89 ans    | 8,6    |
| 15,1   | 60-74 ans    | 16,4   |
| 19,4   | 45-59 ans    | 18,8   |
| 20,1   | 30-44 ans    | 19,3   |
| 19,2   | 15-29 ans    | 17,4   |
| 19,5   | 0-14 ans     | 17,6   |

### Enseignement
Soulvache dépend de l'académie de Nantes. Pour l'enseignement élémentaire, l'école publique « Daniel Cury » est présente sur la commune.

### Santé
Un médecin généraliste exerce à Soulvache. L'hôpital et les cliniques les plus proches se situent à Châteaubriant.

## Économie
L'activité économique de Soulvache est essentiellement tournée vers l'agriculture et l'artisanat. On compte une vingtaine d'entreprises actives sur le territoire. La commune est l'une des plus pauvres de Loire-Atlantique : en 2009, le revenu par habitant ne dépassait pas les 1200€.

### Commerce de proximité
En avril 2015, une épicerie-bar, le Papier buvard, ouvre à l'emplacement de l'ancien bar le Soulvachais. Lieu alternatif basé sur l'économie sociale et solidaire, il organise une centaine de concerts, conférences par an. Néanmoins, à la suite de conflits avec la mairie, le bar ferme ses portes en septembre 2019 ; un an plus tard, en septembre 2020, sort le docufiction de François Bégaudeau Autonomes qui consacre du temps au Papier buvard.
En 2015, un « magasin gratuit » ouvre dans la commune, à côté de l'épicerie-bar, où les biens se donnent et se prennent gratuitement.

### Emploi
- Données statistiques sur l'emploi (Insee 2006)[40]:

|                                                         | Population | Actifs (15/64 ans) | chômeurs | Taux d'activité (%) | Taux de chômage (%) |
| 393                                                     | 145        | 20                 | 76       | 12,3                |                     |
| Source : Données statistique sur l'emploi (Insee 2006): |            |                    |          |                     |                     |

## Culture locale et patrimoine

### Lieux et monuments

#### Patrimoine religieux

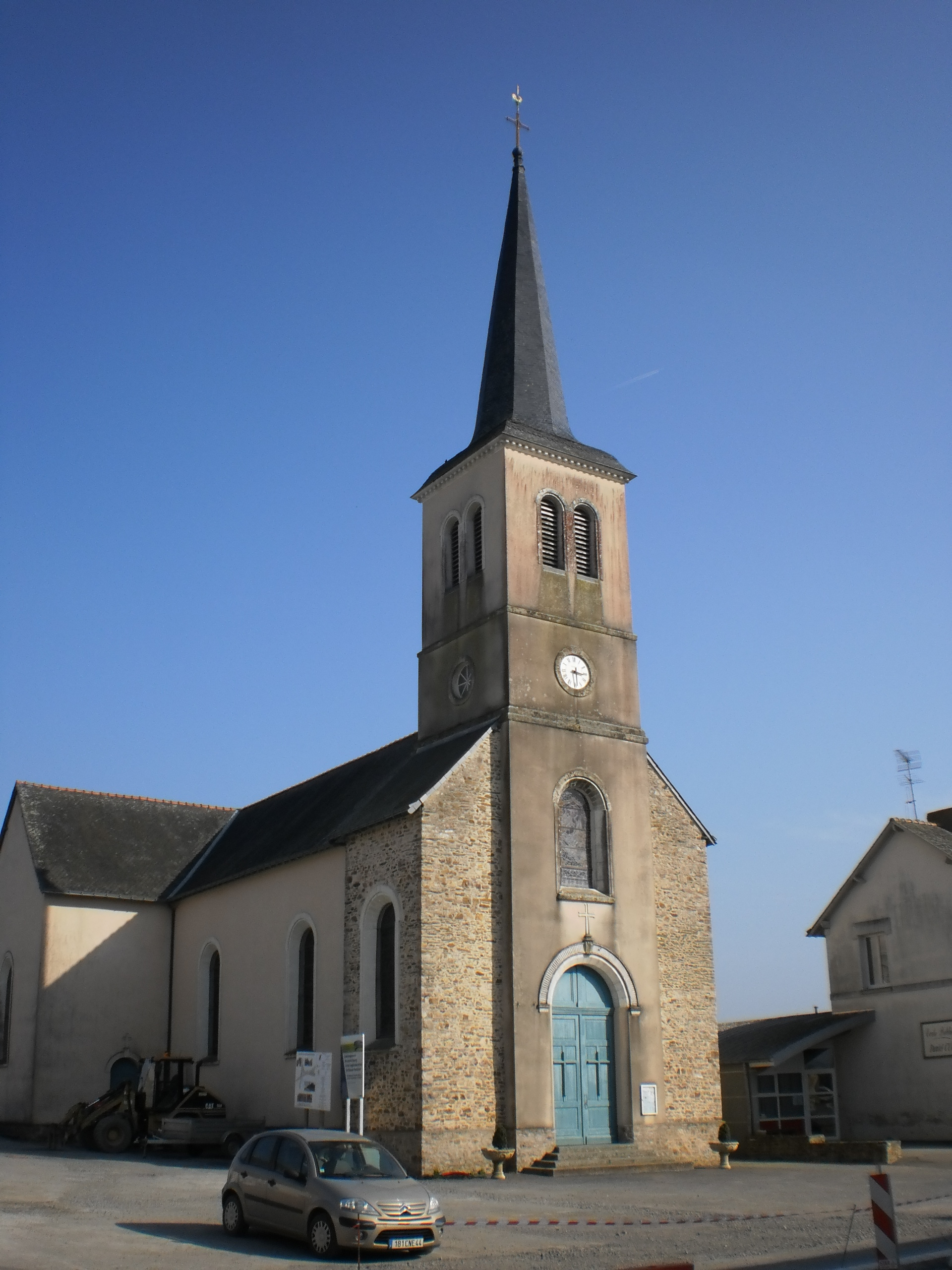
Église Saint-Jacques.

L'ancienne église Saint-Jean a été édifiée du XIIe au XVIIe siècle  La charpente date de la fin du XVIe siècle. Elle a été désaffectée à la construction de l'église Saint-Jacques. Après avoir servi d'école, est désormais utilisée comme salle municipale.
L'église Saint-Jacques est construite au milieu du XIXe siècle. 
La chapelle Saint-Fiacre date du XVIIe siècle. Elle aurait été bâtie sur l'emplacement d'un sanctuaire mérovingien. À partir du milieu du XIXe siècle, on n'y célèbre des messes qu'occasionnellement. dédiée à saint Fiacre, la chapelle abrite des statues en bois du saint ainsi que saint Cloud datant du XVe siècle. On trouve aussi une statue de la Vierge à l'Enfant, en bois polychrome, datant du siècle suivant.
À la suite de l'arrivée en masse de travailleurs à la mine, la chapelle des Polonais est édifiée en 1923, dans la cité des mineurs à Bonne-Fontaine.

#### Patrimoine civil

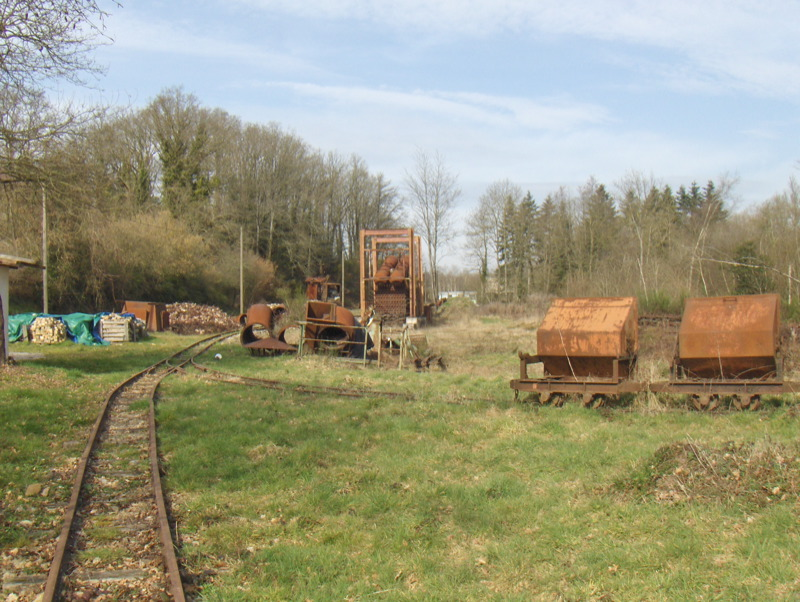
Vestiges de la mine de la Brutz situé sur la commune de Teillay.

L'entrée de la mine, dont l'exploitation a commencé en 1912, est toujours visible. Cette mine a profondément changé la physionomie de la commune. D'un point de vue architectural, on voit apparaitre des maisons reflétant le statut professionnel de leurs habitants : les petites maisons d'ouvriers, et les maisons des cadres dites « maisons d'ingénieurs ». À noter aussi, la construction en 1921 d'une petite centrale électrique pour garantir l'autonomie des machines de la mine. 
Le pont datant du XVIIIe siècle constitué de pierres du pays et de pierre de schiste, qui enjambe la rivière le Semnon, témoigne de l'ancienne « voie royale ».
Le manoir de la Grée est situé le long de la route de Martigné-Ferchaud. On en trouve une mention en 1430, où il est propriété de Robert Brochereul. Parfois dénommé « château de la Grée » ou « maison seigneuriale de la Grée » dans les sources, il appartient aux XVIIIe et XIXe siècles à la famille de la Valette,,. Ces derniers s'exilent à Jersey durant la Révolution française. Le manoir passe à la famille de Villers au XXe siècle. Laissé à l'abandon à la fin du XXe siècle, il est racheté en 2005 par un collectif qui le rénove et y installe un éco-hameau. Plusieurs chantiers participatifs, festivals et évènements culturels y sont organisés. Le 18 janvier 2021, le manoir est victime d'un incendie détruisant une grande partie du bâtiment.

### Personnalités liées à la commune
- Jeanne Cherhal, originaire d'Erbray, évoque Soulvache dans sa chanson Rural[51] sur son album « Douze fois par an ».

### Héraldique
| Blason | Blasonnement : Écartelé : au premier et au quatrième, d'argent à une moucheture d'hermine de sable ; au deuxième et au troisième, d'azur à la fleur de lys d'or ; à la tour d'or, ouverte, ajourée et maçonnée de sable, posée sur un mont d'argent mouvant de la pointe, brochant sur le trait du parti de l'écartelé. Commentaires : La tour est celle de Soulvache (détruite en 1915). La fleur de lys est celle des Châteaubriant. Les mouchetures d'hermine évoquent le blasonnement d'hermine plain de la Bretagne, rappelant l'appartenance historique de la ville au duché de Bretagne. Blason conçu par Eugène Charron (délibération municipale du 11 septembre 1981). |